# ملیس پاول
ملیس پاول (استونیایی: Meelis Paavel؛ زادهٔ ۱۷ ژوئن ۱۹۶۳) جغرافی‌دان اقتصادی، سیاستمدار و نماینده سابق مجلس اهل استونی است.